# 장초 (삼국지)
장초(張超, ? ~ 195년)는 후한 말기의 관료로, 연주 동평국 수장현(壽張縣) 사람이다.

## 행적
진류태수 장막(張邈)의 동생으로, 190년 반동탁 연합군이 결성되자 광릉 태수로 형 장막을 따라 참여하였고 194년 동군종사 진궁(陳宮)과 함께 장막과 그에게 의탁하던 여포(呂布)를 설득해 조조(曹操)를 공격하게 했다.
그러나 여포가 복양 전투에서 패하자 남은 군사들을 이끌고 195년 정도성으로 후퇴했고 조조가 정도성까지 공격하자 미처 후퇴하지 못하고 불에 뛰어들어 자살했다.

## 장초를 섬긴 사람들
- 원수
- 장홍　자원(子源)